# ガリフナ系アメリカ人
ガリフナ系アメリカ人（ガリフナけいアメリカじん、英: Garifuna American）は、ガリフナ文化や民族性を自身のルーツに持つアメリカ合衆国市民またはアメリカ合衆国在住外国人である。
ガリフナ系アメリカ人のニューヨーク市への貢献を賞賛するイベント「Abrazo Garifuna in New York」（アブラソ・ガリフナ・イン・ニューヨーク／アブラソ、は抱擁、容認の意味）が2012年時点で2年目を迎え、その後も毎年3月、2014年時点でも継続開催されている。

## ニューヨーク市における国境を越えたガリフナ系住民の市民運動
文化人類学者でアフリカ人ディアスポラを研究するセァラ・イングランド（Sarah England）は、国境を超え中央アメリカからニューヨーク市へ移民してくるガリフナに関する民俗学的学術論文「Afro Central Americans in New York City: Garifuna Tales of Transnational Movements in Racialized Space」（Gainesville: University Press of Florida, 2006年 ISBN 978-0-81302-988-7）を執筆した。その学術論文においてイングランドは、国境を越えて移民することが、どのような形でガリフナの人々の中央アメリカ及びニューヨーク市での社会運動に影響を及ぼすのかを調査分析した。分析は、家族関係、コミュニティ・ダイナミクス、経済活動、歴史、そして、ホンジュラスのリモンとニューヨーク市とを往来及びそこに居住するガリフナの移民コミュニティを組織する草の根運動という観点に焦点を絞った分析を行った。まず、1990年代に、どのようにしてリモンを中心にガリフナの組織化が起こり、ホンジュラスの大地主や国の土地管理機関を相手に抗議し、それが、農業協同組合の成立や「El Movimiento Negro Iseri Lidawamari (Black Movement New Dawn)」と呼ばれる民族社会運動の発展に繋がっていったのか、について語り、イングランドは次の点を強調する。ディアスポラのアイデンティティの複雑性は、縄張り的習性、民族、先住民といった概念に対し、かつそれらの概念を通じて定義され、それらディアスポラのアイデンティティ自体は、居住する国でのナショナリズムに対しての、地理的に拡散したディアスポラという存在の団結心やアイデンティティを生み出すという意味での縄張り的習性に対して定義される、と。そして、ガリフナのディアスポラにとっての政治学、は複雑である。なぜなら、アフリカやセントビンセント島に対する主に象徴的な関係性から、より直接的な中央アメリカ地域との関係性まで、ガリフナの人々は、複数の異なる祖国と、そのそれぞれに対して異なる関係性を持っているからである、と。